# San Antonio (Colombia)
San Antonio è un comune della Colombia facente parte del dipartimento di Tolima.
L'abitato venne fondato da Pedro Miccus nel 1825, mentre l'istituzione del comune è del 30 marzo 1915, quando si separò dal comune di Chaparral.